# منة ناصر
منة ناصر (من مواليد 5 يناير 1994، القاهرة) لاعبة إسكواش مصرية محترفة. تحتل المرتبة 68 في التصنيف العالمي اعتباراً من مارس 2019، وكان أعلى تصنيف لها في يناير 2016 عندما حلت في المرتبة 67.

## روابط خارجية
- منة ناصر على موقع الاتحاد الدولي لمحترفي الاسكواش (مؤرشف) (الإنجليزية)
- منة ناصر على موقع SquashInfo.com (الإنجليزية)